# An Evening with John Petrucci & Jordan Rudess
An Evening with John Petrucci & Jordan Rudess è un album dal vivo dei musicisti statunitensi John Petrucci e Jordan Rudess (entrambi membri del gruppo musicale progressive metal Dream Theater), pubblicato l'11 dicembre 2000 dalla Sound Mind Music, etichetta discografica di Petrucci.

## Il disco
Costituito da sette tracce, An Evening with John Petrucci & Jordan Rudess è stato registrato nel concerto tenuto dai due musicisti all'Helen Hayes Performing Arts Center di Nyack il 10 giugno 2000.
L'album è stato successivamente ripubblicato nel 2004 dalla Favored Nations con tre tracce aggiuntive e una copertina rinnovata.

## Tracce
Musiche di John Petrucci e Jordan Rudess, eccetto dove indicato.
Edizione del 2000
1. Furia Taurina – 10:12
2. Truth – 9:47
3. Fife and Drum – 9:21
4. Hang 11 – 11:37
5. From Within – 5:25 (musica: Jordan Rudess)
6. In the Moment – 6:28
7. Black Ice – 11:01

Riedizione del 2004
1. Furia Taurina – 10:10
2. Truth – 9:48
3. Fife and Drum – 9:30
4. State of Grace – 5:45 – originariamente interpretata dai Liquid Tension Experiment
5. Hang 11 – 11:38
6. From Within – 5:21 (musica: Jordan Rudess)
7. The Rena Song – 7:03 (musica: John Petrucci)
8. In the Moment – 6:27
9. Black Ice – 10:54
10. Bite of the Mosquito (Studio Version) – 1:53

## Formazione
- John Petrucci – chitarra
- Jordan Rudess – tastiera